# World Association of Kickboxing Organizations
World Association of Kickboxing Organisations (WAKO) is een internationale sportfederatie voor kickboksen.

## Historiek
WAKO werd opgericht op 26 februari 1977 te Berlijn op initiatief van de Duitser Georg Bruckner. Van 1984 tot 2013 werd de organisatie geleid door de Italiaan Ennio Falsoni. Hij werd opgevolgd door de Serviër Borislav Pelević. Na diens dood op 25 oktober 2018 werd Francesca Falsoni aangesteld als interimvoorzitster. Sinds 2019 wordt de organisatie geleid door de Ier Roy Baker.
In juli 2021 werd de WAKO erkend door het Internationaal Olympisch Comité (IOC).